# Rodina (parti)

Rodinas logotyp.

Rodina (ryska: Родина, Fosterlandet) är ett socialistiskt och nationalistiskt parti i Ryssland.
Rodina var ett av de fyra partier som satt i duman 2003-2007. Partiet bildades 2003 som en koalition mellan 30 patriotiska och vänsterinriktade grupper. Rodina fick 9,2 procent av rösterna i parlamentsvalet 2003. Partiet var Putinvänligt.
År 2006 upphörde Rodina då partiet gick samman med Ryska partiet för livet och Ryska pensionärspartiet, och bildade det nya partiet Rättvisa Ryssland. År 2010 bildades partiet Fosterlandet - sunt förnuft av främst f.d. Rodina-medlemmar som inte följt med till Rättvisa Ryssland.
Den 29 september 2012 återstartades Rodina, och i valet till statsduman 2016 vann partiet 1 mandat genom att man segrade i en av enmansvalkretsarna i valet.